# Manuele I di Trebisonda
Manuele Mega Comneno (in greco Μανουήλ Μέγας Κομνηνός?; ... – marzo 1263) fu imperatore di Trebisonda dal marzo del 1238 fino alla morte. Era figlio dell'imperatore Alessio I e di sua moglie Teodora. All'epoca in cui regnava Manuele, l'Impero di Trebisonda comprendeva una fascia di territorio che si estendeva lungo la costa meridionale del Mar Nero. Sebbene Michele Panareto, un cronista trapezuntino del XIV secolo, definisca Manuele "il più grande generale e il più fortunato" e affermi che governò "virtuosamente agli occhi di Dio", l'unico evento che documenta per il regno di Manuele è un incendio catastrofico che colpì la città di Trebisonda nel gennaio 1253. I principali eventi del suo regno sono noti da fonti esterne, il più importante dei quali è la riconquista di Sinope nel 1254, che era stata persa a favore del Sultanato di Rum quarant'anni prima.

## Manuele e i Mongoli
Nel 1243, un'armata trapezuntina è documentata come impegnata nell'assistenza ai Turchi Selgiuchidi, insieme a un distaccamento dell'Impero di Nicea, contro i Mongoli di Persia nella battaglia di Köse Dağ. Ciononostante, le forze selgiuchidi vennero annientate, e sia i Selgiuchidi che i loro alleati dovettero accettare la propria sottomissione ai mongoli vittoriosi. Manuele visitò personalmente la corte del Gran Khan Güyük già nel 1246; si trattava di un atto importante, come nota Rustam Shukurov, perché la visita personale di un sovrano vassallo all'accampamento del Khan era considerata una cerimonia indispensabile; faceva entrare queste persone nella "famiglia" del Gran Khan. "L'Anatolia selgiuchide era sotto stretto controllo mongolo", scrive Shukurov. "Qualsiasi cambiamento significativo nella vita sociale e politica (comprese le nomine a cariche chiave) richiedeva l'approvazione e la ratifica mongola, che si concretizzava, in particolare, negli jarlig".
Il 24 giugno 1254, Manuele riconquistò Sinope e nominò Ghadras arconte del porto sul Mar Nero. Kurškanskis ipotizza che Manuele avesse ottenuto uno jarligh prima di questo attacco, anche se ammette che farlo sarebbe stato incoerente con le pratiche degli imperatori trapezuntini. Per gli anni in cui Manuele tenne il porto, i Turchi Selgiuchidi rimasero senza sbocco sul mare, rendendo Trebisonda ancora una volta la principale potenza navale nel Mar Nero.
Shukurov sostiene, insieme a Kurškanskis, che a Manuele era stato dato uno jarligh dai mongoli per recuperare Sinope, e sostiene inoltre che ciò fu fatto per mettere in imbarazzo l'Orda d'Oro, che era dominatrice dei turchi selgiuchidi; il governatore di Sinope al momento della cattura del porto da parte di Manuele era ra'is al-bahr Shuja al-Din 'Abd al-Rahman, comandante in capo della marina selgiuchide, che aveva partecipato all'ambasciata selgiuchide a Batu Khan, sovrano dell'Orda d'Oro, nel 1253, dove aveva ricevuto lo jarligh di Batu che lo investiva della carica di na'ib.
Pochi anni dopo, nell'ottobre 1256, uno dei tre fratelli che ereditarono il sultanato selgiuchide di Rum, Kaykaus II, fu sconfitto da Bayju e si rifugiò nell'Impero di Nicea, spostando l'Anatolia dalla sfera di controllo dall'Orda d'Oro a quella dell'Ilkhanato.
Manuele Mega Comneno morì nel marzo 1263, dopo aver " indicato e scelto " - per usare le parole di Panareto - il figlio maggiore Andronico come suo successore.

## Ambasciata a Luigi IX di Francia

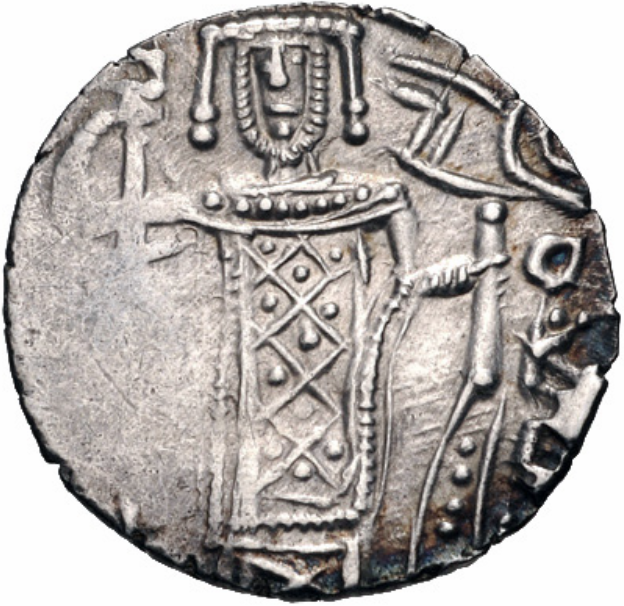
Un aspro d'argento di Manuele I

Nel 1253, Manuele inviò degli emissari al re Luigi IX di Francia, che si trovava a Sidone dopo la sconfitta nella battaglia di Fariskur, per chiedere in sposa una figlia della sua casata. "Il re non aveva principesse francesi con sé alla crociata", scrive William Miller, "ma consigliò a Manuele di stringere un'alleanza matrimoniale con l'Impero latino di Costantinopoli, al quale l'aiuto di 'un uomo così grande e ricco' sarebbe stato utile contro Vatatze, l'imperatore di Nicea". Jean de Joinville testimonia la ricchezza di Manuele, affermando che questi inviò a Luigi "un regalo di vari gioielli e anche, tra le altre cose, alcuni archi in legno di corniolo. Le punte per le aste erano avvitate negli archi, e quando queste aste venivano allentate, si vedeva che erano molto appuntite e ben fatte". Sebbene Miller non abbia fornito una ragione per le proposte di Manuele a re Luigi, due scrittori più recenti l'hanno fatto, e non sono esclusivi. Kuršanskis ha evidenziato che la tempistica dell'ambasciata avrebbe senso se la sua prima moglie, la nobildonna trapezuntina Anna Xylaloe, fosse morta prima di quell'anno e ritenesse auspicabile un'alleanza matrimoniale con il re francese; e dopo che Luigi ebbe inviato il suo rammarico, Manuele sposò Irene Siricena. Se questa ipotesi è corretta, fornisce un punto di fermo indispensabile nella cronologia della vita di Manuele. L'altra possibile ragione è stata avanzata da Rustam Shukurov: è noto che i sovrani mongoli di Manuele erano favorevoli al cristianesimo, e forse Manuele fu incoraggiato da questo favore a cercare un legame con il "capo indiscusso del movimento crociato e guerriero instancabile contro l'Islam".

## Monetazione
Il regno di Manuele si caratterizza per essere stato il primo imperatore di Trebisonda a emettere un gran numero di monete. Questo è importante per due motivi: il primo è che l'emissione di monete in un metallo prezioso, come l'argento o l'oro, è comunemente considerata una dimostrazione di sovranità da parte di un regnante; il secondo è che il volume di monete emesse da un sovrano è spesso usato come indicatore dell'attività economica. Sebbene alcuni scifati di rame siano stati identificati come provenienti dalla zecca di Andronico I Gidon, secondo Otto Retowski furono battuti oltre 200 tipi di aspri d'argento, la moneta caratteristica dell'Impero, più di qualsiasi altro sovrano di Trebisonda, oltre ad altre monete d'argento e di bronzo. (Giovanni II è secondo con distacco, avendo battuto circa 138 tipi di aspri durante il suo regno). Le monete trapezuntine circolarono ampiamente al di fuori dell'impero, soprattutto in Georgia. Le sue monete divennero così comuni che il suo nome in georgiano divenne la parola generica per indicare il denaro; kirmaneoul deriva da "kuros' Manuel" o "Caesar Manuel".
La causa di questa improvvisa esplosione del volume di monete battute non è chiaramente nota. Certamente non tutte provenivano dalle zecce di Manuele. Sia Wroth che Retowski hanno identificato un certo numero di monete coniate come imitazioni Georgiane per soddisfare la domanda. Michel Kuršanskis ha ipotizzato che alcuni di questi tipi siano stati battuti durante i regni dei successori di Manuele - Andronico e Giorgio - perché i loro signori mongoli avevano proibito loro di coniare monete d'argento a proprio nome. Ciononostante, ciò lascia intendere che la stragrande maggioranza delle monete con il suo nome sia stata battuta durante il suo regno.
Alcuni scrittori attribuiscono questo gran numero di aspri a un cambiamento del percorso della Via della Seta durante il regno di Manuele. La distruzione di Baghdad da parte di Hulagu Khan nel 1258 fece rinascere la via commerciale che dall'Armenia e dall'alta valle dell'Eufrate correva verso nord fino a Erzerum e poi attraverso il passo di Zigana fino a Trebisonda, invece che verso il Mediterraneo. Tuttavia, Anthony Bryer ha rilevato che il volume del commercio su questa rotta era minimo e le tasse e i dazi riscossi dalle merci che passavano per Trebisonda (note come kommerkion) avrebbero rappresentato al massimo il 30% delle entrate totali dell'Impero in un anno intenso, e più spesso il 6%.
Un altro autore ha fatto notare che le miniere d'argento della regione di Gümüşhane si trovavano all'interno dei confini dell'Impero di Trebisonda durante il XIII secolo e potevano fornire la materia prima per queste monete; ma ulteriori indagini hanno dimostrato che queste miniere d'argento non furono sfruttate a fondo prima del XVIII secolo. Kuršanskis ha suggerito che queste monete rappresentino il tributo richiesto dai Mongoli di Persia ai propri vassalli, anche se ciò non spiega la cura con cui sono state coniate tutte queste monete: la maggior parte di questo tributo, dopo la consegna ai signori mongoli, sarebbe stata fusa e utilizzata per produrre altre monete o gioielli.

## Eredità
Manuele ricostruì il monastero di Santa Sofia a Trebisonda tra il 1250 e il 1260. Eastmond descrive la chiesa di Manuele come "il più bel monumento imperiale bizantino sopravvissuto del suo periodo" Quando Michele VIII Paleologo riconquistò Costantinopoli dall'Impero latino nel 1261, chiese senza successo che Manuele abbandonasse la sua pretesa al titolo di "Imperatore e Autocrate dei Romani", quello comunemente usato dagli Imperatori bizantini.

## Discendenza
Manuele era il secondo figlio di Alessio I, il primo imperatore di Trebisonda; il fratello maggiore, Giovanni I Axuch, era il suo predecessore come imperatore. Durante l'Assedio di Sinope, una delle fonti afferma che Alessio ha "figli grandi a Trebisonda che sono in grado di governare", quindi è probabile che Manuele sia nato prima del 1214.
Manuele ebbe figli da tre donne diverse; quattro dei suoi figli regnarono dopo di lui. Gli studiosi più antichi, come Miller e Finlay, hanno ipotizzato che tutte e tre le donne fossero le sue mogli, ma più recentemente Michel Kuršanskis ha sostenuto che solo due fossero le sue mogli e che Rusudan di Georgia fosse semplicemente la sua amante.
Dalla prima moglie, Anna Xylaloe, una nobile trapezuntina, ebbe:
- Andronico II, che gli succedette come imperatore.

Da Rusudan di Georgia, ha avuto:
- Teodora

Dalla sua ultima moglie Irene Siricena, un'altra nobile trapezuntina, ebbe quattro figli conosciuti:
- Giorgio, poi imperatore
- Una figlia di cui non si conosce il nome, che sposò il re Demetrio II di Georgia[29][30]
- Un'altra figlia di cui non si conosce il nome[29]
- Giovanni II, poi imperatore

## Ascendenza
|                         |   |                        | Genitori              |  |  | Nonni |  |  | Bisnonni            |  |  | Trisnonni      |  |
|                         |   |                        |                       |  |  |       |  |  | Andronico I Comneno |  |  | Isacco Comneno |  |
|                         |   |                        |                       |  |  |       |  |  | Andronico I Comneno |  |  | Isacco Comneno |  |
|                         |   | Kata di Georgia        |                       |  |  |       |  |  | Andronico I Comneno |  |  |                |  |
| Manuele Comneno         |   |                        |                       |  |  |       |  |  | Andronico I Comneno |  |  |                |  |
|                         |   | …                      | …                     |  |  |       |  |  |                     |  |  |                |  |
|                         |   | …                      | …                     |  |  |       |  |  |                     |  |  |                |  |
|                         |   | …                      | …                     |  |  |       |  |  |                     |  |  |                |  |
| Alessio I di Trebisonda |   | …                      |                       |  |  |       |  |  |                     |  |  |                |  |
|                         |   | Giorgio III di Georgia | Demetrio I di Georgia |  |  |       |  |  |                     |  |  |                |  |
|                         |   | Giorgio III di Georgia | Demetrio I di Georgia |  |  |       |  |  |                     |  |  |                |  |
|                         |   | Giorgio III di Georgia | …                     |  |  |       |  |  |                     |  |  |                |  |
| Rusudan                 |   | Giorgio III di Georgia |                       |  |  |       |  |  |                     |  |  |                |  |
|                         |   | Burdukhan d'Alania     | Khuddan d'Alania      |  |  |       |  |  |                     |  |  |                |  |
|                         |   | Burdukhan d'Alania     | Khuddan d'Alania      |  |  |       |  |  |                     |  |  |                |  |
|                         |   | Burdukhan d'Alania     | …                     |  |  |       |  |  |                     |  |  |                |  |
| Manuele I di Trebisonda |   | Burdukhan d'Alania     |                       |  |  |       |  |  |                     |  |  |                |  |
|                         | … | …                      |                       |  |  |       |  |  |                     |  |  |                |  |
|                         | … | …                      |                       |  |  |       |  |  |                     |  |  |                |  |
|                         | … | …                      |                       |  |  |       |  |  |                     |  |  |                |  |
| …                       | … |                        |                       |  |  |       |  |  |                     |  |  |                |  |
|                         |   | …                      | …                     |  |  |       |  |  |                     |  |  |                |  |
|                         |   | …                      | …                     |  |  |       |  |  |                     |  |  |                |  |
|                         |   | …                      | …                     |  |  |       |  |  |                     |  |  |                |  |
| Teodora Axuchina        |   | …                      |                       |  |  |       |  |  |                     |  |  |                |  |
|                         |   | …                      | …                     |  |  |       |  |  |                     |  |  |                |  |
|                         |   | …                      | …                     |  |  |       |  |  |                     |  |  |                |  |
|                         |   | …                      | …                     |  |  |       |  |  |                     |  |  |                |  |
| …                       |   | …                      |                       |  |  |       |  |  |                     |  |  |                |  |
|                         |   | …                      | …                     |  |  |       |  |  |                     |  |  |                |  |
|                         |   | …                      | …                     |  |  |       |  |  |                     |  |  |                |  |
|                         |   | …                      | …                     |  |  |       |  |  |                     |  |  |                |  |
|                         |   | …                      |                       |  |  |       |  |  |                     |  |  |                |  |